# Ismailiten
Die Ismailiten (arabisch الإسماعيلية al-Ismāʿīlīya, persisch اسماعیلیان Esmāʿīlīyān, Sindhi اسماعیلی Ismā'īlī) bilden eine Religionsgemeinschaft im schiitischen Islam, die im 8. Jahrhundert als Ergebnis einer Spaltung der Imamiten-Schia hervorgegangen ist. Nach der aus dieser Spaltung ebenfalls hervorgegangenen Zwölfer-Schia stellen die Ismailiten heute mit etwas mehr als 20 Millionen Anhängern die zweitgrößte schiitische Konfession.
Historische Bedeutung erlangte diese Schia durch das von ihr begründete Kalifat der Fatimiden in Nordafrika und Ägypten; das einzige in der Geschichte des Islams, das aus dem Schiitentum hervorgegangen ist. Dieses Kalifat wurde 910 proklamiert und beanspruchte die Herrschaft über die gesamte islamische Welt (umma) in Konkurrenz zum sunnitischen Kalifat der Abbasiden. Beendet wurde das Fatimiden-Kalifat im Jahr 1171 durch den sunnitischen Machthaber Saladin.
Seit dem Ende des 11. Jahrhunderts sind die Ismailiten selbst in verschiedene Glaubensgemeinden gespalten, von denen jede die Fortführung des wahren Ismailitentums für sich reklamiert, weshalb sie auch eine nahezu identische Glaubenslehre aufweisen. Der entscheidende Unterschied zwischen diesen Gruppierungen liegt in der Frage der rechtmäßigen Führerschaft über die Gemeinde, so dass jede ismailitische Strömung einer eigenen Linie von „Vorstehern“ (imām) folgt. Von den drei heute noch bestehenden ismailitischen Gruppierungen sind die Nizariten die zahlenmäßig größte; sie vereinen das Gros aller Ismailiten unter ihrem spirituellen Oberhaupt Imam Aga Khan V., weshalb der Sammelbegriff „Ismailiten“ heute als bevorzugtes Synonym für die Nizariten verwendet wird. Neben ihnen bestehen allerdings noch die zahlenmäßig deutlich kleineren Gruppen der Tayyibiten und Mu’miniten, welche die Imamreihe der Nizariten nicht anerkennen und je einer eigenen folgen.

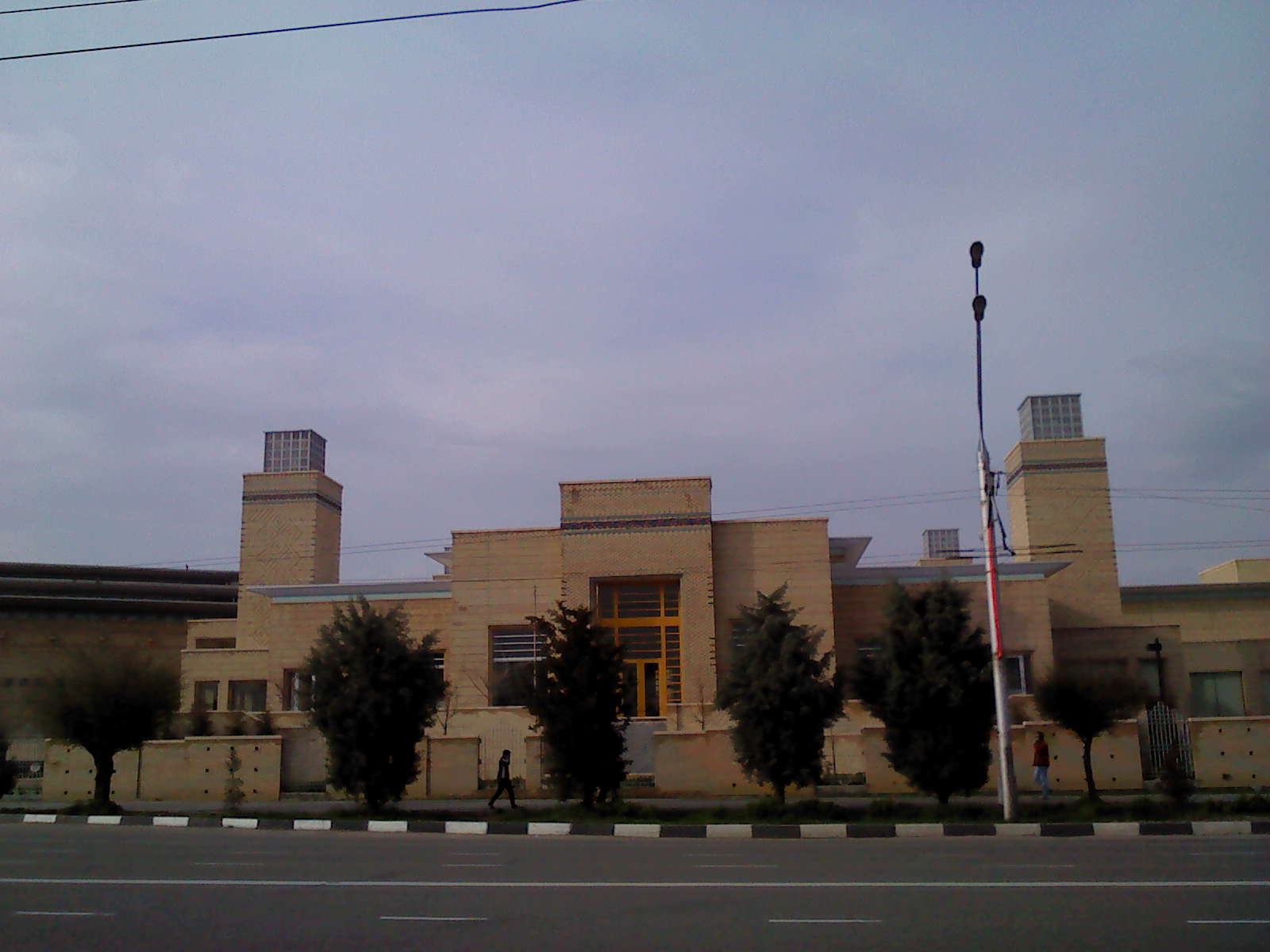
Ismailitische Moschee in Duschanbe, Tadschikistan

Eine weitere religiöse Gruppierung, die ihre Genese aus dem Ismailitentum heraus erfuhr, sind die Drusen, deren Glaubenslehre sich allerdings von jener der Ismailiten entfernt hat.

## Verbreitung
Ismailiten leben heute vorwiegend in Indien (Gujarat und Maharashtra) und Pakistan (siehe Hunza), wo sie eine bedeutende Minderheit bilden. Darüber hinaus existieren Gemeinden in Afghanistan, Tadschikistan und Syrien, im Jemen, im Iran, in Oman und Bahrain, im Osten der Türkei, in Ostafrika sowie verstreut in der westlichen Welt – insgesamt in mehr als 25 Staaten.
In Deutschland leben ungefähr 1.900 Ismailiten. Im Jahre 2008 gab es insgesamt vier Gebetsstätten (Jama'at Khana) dieser Glaubensgemeinschaft in Deutschland. Neben der Jama`at Khana in Berlin existieren noch drei weitere in Bösel, Essen sowie Frankfurt.
Eine der bekanntesten Deutschen, die dieser Glaubensgemeinschaft angehört, ist Gabriele Prinzessin zu Leiningen (vormals Begum Aga Khan), von 1998 bis 2014 verheiratet mit Karim Aga Khan IV. (1936–2025), dem bisherigen religiösen Oberhaupt der 20 Millionen ismailitischen Nizariten.

## Glaubenslehre

### Die wahre Religion
Die Ismailiten bezeichnen ihren Glauben als „die wahre Religion“ (dīn al-ḥaqq), oder vereinfacht „die Wahrheit“ (al-ḥaqq). Sie selbst nennen sich auch „Leute der Wahrheit“ (ahl al-ḥaqq) und ihre Verkündigung ist der „Ruf zur Wahrheit“ (daʿwat al-ḥaqq). Ihre Lehre ist wahrscheinlich von vorislamischen Modellen wie dem Gnostizismus und dem Manichäismus beeinflusst, die gerade in den Ursprungsregionen des Ismailitentums, dem südlichen Irak und Persien, weit verbreitet waren. Tatsächlich wurden die frühsten ihrer Propagandisten von anti-ismailitischen Polemikern auch als „Manichäer“ bezeichnet.
Den theologischen Hintergrund ihrer Heilslehre bildet der kreative Befehl Gottes, der zur Entstehung der Welt führte. In seiner Allmacht (qadar) erschuf Gott (Allāh) alles Seiende durch das Schöpferwort „Sei!“ (kun!) (Sure 36:82). Nach ismailitischer Lehre bilden die Allmacht und das Schöpferwort ein Urpaar, wobei qadar das männliche und kūnī – als die feminine Form des Imperativs – das weibliche Prinzip darstellen. Durch eine Sünde habe dieses weibliche Prinzip den fatalen Schöpfungsprozess in Gang gesetzt, als es durch Hybris geblendet seinen Schöpfer nicht erkannte und sich selbst für Gott hielt. Um kūnī zu demütigen, erschuf Gott nun weitere Wesen, die zu erschaffen sie nicht im Stande ist, wodurch sich der Kosmos entfaltete und die Materie entstand.
Als eigentliches, mit der Schöpfung einhergegangenes Unheil betrachten Ismailiten die durch sie begründete Gottesferne der menschlichen Seelen, die seither in der Materie gefangen sind. Nur Erkenntnis (altgriechisch: gnō̂sis, arabisch: ʿilm) vermag die menschliche Seele zu ihrem Ursprung zurückführen, die aber aus eigener Kraft nicht zur Erkenntnis imstande ist und daher im Zustand der Hilfs- und Besinnungslosigkeit verharrt. Um der Menschheit die erlösende Erkenntnis zu bringen, muss sich Gott dieser offenbaren. Träger dieser Offenbarung waren die sechs in Zyklen aufeinander folgenden „Sprecher“ (nāṭiq) Adam, Noah, Abraham, Moses, Jesus und zuletzt Mohammed, von denen je einer der Menschheit die göttliche Offenbarung vermittelte, die in Form einer Gesetzesreligion (šarīʿa) kodifiziert die Menschen zu bändigen und zu zügeln vermochte. Die von Mohammed übermittelte Offenbarung stellt dabei die Letztere dar, der sich der gläubige Mensch nun hinzugeben (islām) habe.
Für die Ismailiten stellen die so auf die Menschen gebrachten sechs Religionen mit ihren Riten, Zeremonien, Geboten und Verboten allerdings nur äußerliche (ẓāhir) Hüllen dar, durch welche die erkenntnislosen menschlichen Seelen gebändigt werden. Die wahre Religion aber, also die ursprüngliche Form des Glaubens zu Gott, verberge sich im Inneren (bāṭin) seiner Offenbarung, die zu erkennen der Mensch allein nicht befähigt ist und ihr deshalb allein nicht teilhaftig werden kann.

### Das Imamat
Die von Mohammed überbrachte koranische Offenbarung steht im Zentrum der ismailitischen Glaubensvorstellung, deren Lesung (qurʾān) nach allegorischer Interpretation erfolgt, da die Botschaft nicht im Klartext, sondern in verschlüsselter Form dargelegt ist. Die eigentliche Botschaft des Korans erschließt sich aus dem inneren/geheimen (bāṭin) Sinn, der sich hinter dem äußerlichen (ẓāhir) Wortlaut verbirgt. Jeder Vers, jeder Name und jedes Wort enthält eine versteckte Botschaft, die zu erfahren nur über eine methodische Decodierung (taʾwīl)  führt. Als „Leute des Inneren/Geheimen“ (ahl al-bāṭin), oder „Batiniten“ (al-Bāṭiniyya) wurden die Ismailiten von Außenstehenden deshalb schon in der mittelalterlichen Geschichtsschreibung bevorzugt bezeichnet. Doch kein Mensch verfügt über das notwendige Wissen um diese innere Botschaft zu erkennen.

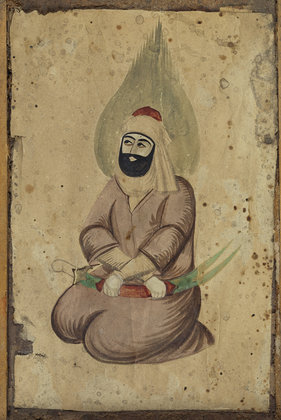
Eine Darstellung Alis mit dem auf seinen Knien ruhenden „Schwert mit dem Rückgrat“ (Ḏū l-faqār). Er ist das „Fundament“ (asās) aller Imamlinien der Ismailiten.

Der ismailitischen Lehre folgend hatte Gott jedem seiner Sprecher-Propheten einen Bevollmächtigten (waṣī) zur Seite gestellt, der allein den inneren Sinn zu erkennen und zu bewahren vermag. Dem Adam seinen Sohn Seth (oder Abel), dem Noah seinen Sohn Sem, dem Abraham seinen Sohn Ismael, dem Moses seinen Bruder Aaron, dem Jesus seinen Apostel Simon Petrus und dem Mohammed seinen Vetter und Schwiegersohn Ali. Nur die in die Lehre der „wahren Religion“ Eingeweihten wissen von jenem Bevollmächtigten, dem das notwendige Charisma (baraka) und die damit verbundenen Fähigkeiten des „Wissens“ (ʿilm) und der „Weisheit“ (ḥikma) mitgegeben sind, was allein ihn zur Lesung der inneren Botschaft befähigt. Über die Vermittlung dieses Bevollmächtigten werden die Gläubigen also der wahren Botschaft der göttlichen Offenbarung teilhaftig, während der Rest der Menschheit stumpfsinnig und unwissend den Riten und Vorschriften seiner äußerlichen Hülle folgt.
Weiter der Lehre folgend, ist die Gemeinde der Gläubigen in jedem Prophetenzyklus nach dem Ableben des „Sprechers“ und des „Bevollmächtigten“ von einer Reihe von sieben Vorstehern (imām) geführt wurden, von denen der Siebte dann als neuer „Sprecher“ hervortrat. Im sechsten und letzten Zyklus, dem islamischen, waren diese Imame die unmittelbaren Nachkommen Alis. Dem Siebten von ihnen sollte die Rolle des siebten und letzten Propheten der göttlichen Offenbarung zufallen, dem „Rechtgeleiteten“ (al-Mahdī) und dem „Erscheinenden“ (al-Qāʾim), dem die messianische Verkündigung der endzeitlichen Auferstehung (qijāmah), die Aufhebung des Gesetzes (rafʿ aš-šarīʿa) und damit die Wiederherstellung des paradiesischen Urzustands des Glaubens zu Gott vor der Vertreibung aus dem Paradies obliege, jener Zustand in dem einst der erste Mensch Adam zu Gott gebetet habe. Das dem Bevollmächtigten innewohnende Charisma wird dabei durch Designation (naṣṣ) an den jeweiligen Nachfolger im Imamat weitergereicht, womit der Zugang zur inneren Botschaft für den Gläubigen auch zukünftig garantiert bleibt. Als erste, als Präzedenz herangezogene, Designation erkennen die Ismailiten, wie alle Schiiten auch, die Übergabe des von Gott gesandten und mit göttlichen Kräften bewährten „Schwerts mit dem Rückgrat“ (Ḏū l-faqār), auch das „zweischneidige Schwert“ genannt, durch Mohammed an Ali vor der Schlacht von Uhud im Jahr 625 an. Nach ihrer Auffassung stellt diese Geste eine religiöse wie testamentarische Willensbekundung des Propheten dar, mit der er im Segen Gottes seinem Schwiegersohn die Stellvertretung (ḫilāfa) in der Führung über die Gläubigen nach seinem Ableben angetragen habe. Und nicht zuletzt konnten sich die Ismailiten, wie alle Schiiten auch, auf den am Teich von Chumm getätigten Ausspruch des Propheten (ḥadīṯ) berufen, der dort kurz vor seinem Tod im Jahr 632 dem Vetter die künftige Herrschaft über die Gläubigen bestätigt haben soll:

„Allen, denen ich gebiete, soll auch Ali gebieten!“

Die dynastische Nachfolge im Imamat unter den Nachkommen Alis aus dessen Ehe mit der Prophetentochter Fatima erfolgt bei den Ismailiten in streng linearer Form vom Vater auf den Sohn. Das vererbte Charisma könne nur von einer Generation an die nächste weitergereicht werden und nicht von einem Bruder auf einen anderen Bruder. Als Ausnahme ließen die mittelalterlichen Ismailiten lediglich die Brüder Hassan (gest. 670) und Hussein (X 680) gelten, indem sie Ali zuerst noch in eine erhabenere Sonderposition als „Fundament des Imamats“ (asās al-imāma) erhoben und seinen ältesten Sohn Hassan als ersten Imam betrachteten, nach dessen Tod das Charisma auf den Bruder Hussein übergegangen sei. Erst die Nizari-Ismailiten korrigierten ihre Zählweise im Sinne einer strikten Linearität der Vererbung, in der nun das Fundament Ali nun auch der erste Imam ist und Hassan aus der Linie gänzlich verbannt wurde. In jedem Fall aber unterscheidet sich die Zählweise der Ismailiten gegenüber anderen schiitischen Gruppierungen wie den „Zwölfern“, die sowohl Ali als auch Hassan zählen, wodurch besonders bei den frühen Imamen unterschiedliche Zählweisen auftreten können.
Das dem Imamat innewohnende Charisma gilt als unteilbar und kann deshalb auch nur an einen Sohn weitergereicht werden, während andere Söhne davon ausgeschlossen bleiben. Ein explizites Erstgeburtsrecht existiert dabei nicht, entscheidend ist der Wille des Imams, der unter seinen Söhnen denjenigen erwählt, den er für die Führerschaft über die Gläubigen als würdig erachtet. Eine solche Designation muss nicht unbedingt in schriftlicher Form erfolgen, sie kann auch in Form einer besonders auszeichnenden Geste erfolgen, ganz dem Vorbild des Propheten und seines Schwiegersohnes folgend. Gerade dies sollte sich in der Geschichte der Ismailiten als ursächlich für diverse Unstimmigkeiten, Nachfolgestreite und Spaltungen erweisen.

### Die Säulen des Islam
Das Rechtskompendium der Ismailiten, genannt „Weg der Angehörigen des (Propheten-)Hauses“ (maḏhab ahl al-bait), kennt sieben „Säulen des Islam“ (daʿāʾim al-islām). An erster und entscheidender Stelle steht der Glaube (īmān) an den wahren Imam; wer den Imam nicht erkennt, ist zwar ein Unterwürfiger (muslim) der Offenbarung, aber kein tatsächlich Gläubiger (muʾmin). Die übrigen Säulen sind die kultische Reinheit (ṭahāra), das Ritualgebet (ṣalāt), die Almosensteuer (zakāh), das Fasten (ṣaum), die Pilgerfahrt nach Mekka (ḥaǧǧ) und der „Einsatz“ (ǧihād) im Heiligen Kampf.
Dieses bis heute der Schia geltende ismailitische Recht ist neben den vier sunnitischen und der zwölferschiitischen Schule die sechste große Rechtsschule des Islam. Es unterscheidet sich nicht im Wesentlichen vom Recht der Zwölfer – seinem Kompilator an-Nu’man wurde sogar unterstellt, ein heimlicher Zwölfer gewesen zu sein – und beinhaltet mit wenigen Ausnahmen auch nur Aussprüche der ersten fünf Imame der Schia, die ja auch von den Zwölfern anerkannt werden. Vermutlich stand dahinter die Absicht das ismailitische Recht auf eine Basis zu stellen, die auch von anderen Schiiten akzeptiert werden konnte, um so ihre Konvertierung zur ismailitischen Lehre zu vereinfachen.

## Geschichte

### Die Urgemeinde oder „Die Siebener“
| Die Imame der „Siebener“ | Die Imame der „Siebener“         | Die Imame der „Siebener“ |
| ------------------------ | -------------------------------- | ------------------------ |
| 1.                       | Ali (ʿAlī ibn Abī Tālib)         | X 661                    |
| (1.)                     | al-Hasan ibn ʿAlī                | gest. 670                |
| 2.                       | al-Husain ibn ʿAlī               | X 680                    |
| 3.                       | ʿAlī ibn Husain Zain al-ʿĀbidīn  | gest. 713                |
| 4.                       | Muhammad ibn Ali al-Bāqir        | gest. 732 oder 736       |
| 5.                       | Dschaʿfar ibn Muhammad as-Sādiq  | gest. 765                |
| 6.                       | Ismāʿīl ibn Dschaʿfar al-Mubarak | gest. um 760             |
| 7.                       | Muhammad ibn Ismāʿīl al-Muktum   | vor 809 entrückt         |

Die Begründung der Gefolgschaft Ismails (šīʿat Ismāʿīl), oder einfach der „Ismailiten“ (al-Ismāʿīlīya), resultierte aus der Spaltung der großen Imamiten-Schia nach dem Tod des Imams Dschafar as-Sadiq im Jahr 765, worauf unter seiner Anhängerschaft unterschiedliche Ansichten über die Regelung der Nachfolge aufgekommen sind. Zwei Lehrmeinungen, die noch mehrmals als Blaupausen für neue Schismen dienen sollten, standen dabei gegenüber. Das Modell des „Entrückten“ oder „Verborgenen“ (ġaib, Plu. ġaiba) konkurrierte mit dem des leibhaftigen, physisch anwesenden Imamat. Der verstorbene Imam hatte drei Söhne. Der älteste Abdallah al-Aftah ist ohne eigene Nachkommenschaft nur wenige Monate nach dem Vater gestorben und der mittlere Ismail „der Gesegnete“ (al-Mubarak) sogar noch vor diesem, womit allein der jüngste Sohn Musa „der Schweigsame“ (al-Kāzim) zurückblieb. Der bei weitem überwiegende Teil der Schiiten bestand auf einem präsenten Imamat und erkannte folglich den überlebenden Sohn Musa als neuen Imam an. Die sich über ihn fortsetzende Imamlinie sollte nach dem Entrücken ihres zwölften Imams im Jahr 873 in die Verborgenheit treten, weshalb die ihr anhängende Schia bis heute als die der „Zwölfer“ bezeichnet wird. Weil die „Zwölfer“ schon zu ihrer Gründung das zahlenmäßige Gros aller Schiiten ausgemacht haben, wird ihre Gemeinde auch heute noch oft alternativ als die ursprüngliche Imamiten-Schia beschrieben von der sich lediglich eine kleine Gruppierung abgespalten habe, die als „Ismailiten“ benannt wurden.
Tatsächlich stellten die Anhänger der sich über den jung verstorbenen Ismail ableitenden Imamlinie zum Zeitpunkt der Spaltung eine verschwindend geringe Minderheit dar, die sich räumlich in einigen Gemeinden des südlichen Irak und Persiens konzentrierte und keine besondere Organisationsform aufwies. Entscheidend für ihr Eintreten für ein Imamat des Ismail war ihre Überzeugung von der Designation des Vaters zu seinen Gunsten, womit also nach ihrer Auffassung das für die Führerschaft über die Gläubigen notwendige Charisma auf Ismail und der von ihm abstammenden Nachkommenschaft weitergereicht wurde, ungeachtet seines vorzeitigen Ablebens. Außer als Eponym dienend, spielte Ismail weder in ihrer Geschichte noch in ihrem Lehrsystem irgendeine besondere Rolle. Bedeutung hatte dafür sein überlebender Sohn Muhammad „der Verborgene“ (al-Muktum), welcher ihrer Lehre folgend der zu erwartende siebte Imam, also der auch der finale siebte Prophet der göttlichen Offenbarung sein werde. In ihrer Vorstellungswelt ist er einige Zeit vor dem Jahr 809 nicht verstorben, sondern in die Verborgenheit entrückt, um sie im Zustand der freudigen Erwartung seiner messianischen Wiederkehr als der rechtgeleitete Vorsteher (al-imām al-mahdī) zurückzulassen. Ihm sollte zu diesem Ereignis die Verkündigung der „Endzeit/Auferstehung“, die Vereinigung der muslimischen Gemeinde (umma) durch Vernichtung aller Usurpatoren, die Aufhebung des Gesetzes und damit die Wiederherstellung des Urzustands des Glaubens zu Gott obliegen. Weil Muhammad ibn Ismail in der Zählweise der ismailitischen Altgläubigen (Proto-Ismailiten) der siebte ihrer Imame ist, wurden sie analog zu den mit ihnen konkurrierenden „Zwölfer“ auch als „die Siebener“ bezeichnet. Für die heute existierenden Ismailiten gilt diese Bezeichnung allerdings als irreführend, da deren Imamlinie letztlich doch nicht mit dem siebten Imam endete.

### Beginn der Mission
Etwa zur Mitte des 9. Jahrhunderts, also etwa fünfzig Jahre nach der Entrückung des siebten Imams, trat im südpersischen Askar Mukram der ortsansässige Abdallah al-Akbar (der Ältere) als Prediger auf, der öffentlich das baldige Erscheinen des rechtgeleiteten Imam Muhammad ibn Ismail verkündete, womit er allerdings den Zorn der Bevölkerungsmehrheit und die Aufmerksamkeit der staatlichen Obrigkeit der sunnitischen Abbasidenkalifen auf sich zog. Bald zur Flucht genötigt, konnte er zunächst in Basra seine Predigten wiederaufnehmen, mit derselben Reaktion wie in Askar Mukram. Schließlich entschloss er sich zur Übersiedelung in das syrische Salamiyya, dass eben in dieser Zeit von einem Abbasidenprinzen rekolonisiert wurde. Als Kaufmann mit falscher Identität getarnt nahm er hier die Verkündigung seiner Botschaft wieder auf, nun aber im Geheimen propagiert und aus dem Untergrund heraus geleitet, womit die bis heute betriebene ismailitische Mission (daʿwa) ihren Anfang nahm.
Schon Abdallah entsandte die ersten von ihm missionierten Anhänger als „Rufer“ (duʿāt, Sing. dāʿī) in alle Regionen der islamischen Welt, wie den Irak, nach Persien, dem Jemen, in den Bahrain, nach Ägypten und in den fernen Maghreb. In geheimen Lehrsitzungen verbreiteten sie dort die Glaubensverfassung ihrer Schia und organisierten die regionale Vernetzung der von ihnen missionierten Gemeinden. Die Gläubigen wurden in befestigten Orten zu autarken Gemeinden angesiedelt, den „Stätten der Auswanderung“ (dār al-hiǧra), die im Informationsaustausch mit jeweils anderen Gemeinden standen. Sie horteten Vorräte, Vermögenswerte und Waffen für die bevorstehenden Kämpfe mit der staatlichen Obrigkeit und Glaubensgegnern. Außerdem wurde die Erhebung des „Fünfts“ (hūms) eingeführt, eine Fiskalabgabe die jeder Gläubige bis heute dem Imam zu entrichten hat, der ihm gemäß göttlicher Offenbarung (Sure 8:41) zusteht. Der Gläubige war zur absoluten Verschwiegenheit nach außen und unbedingten Loyalität dem noch verborgenen Imam gegenüber verpflichtet. Die Gemeinden waren organisatorisch in regionalen Vernetzungen eingebunden, „Inseln“ (ǧazīra) genannt, die politisch und spirituell von je einem Da’i geführt wurden. Diese wiederum herhielten ihre Anweisungen aus der Zentrale in Salamya, wo Abdallah der Ältere und seine ihm in der Missionsführung unmittelbar nachfolgenden Nachkommen als lebende „Beweise/Garanten“ (ḥuǧǧa) für die nahende Wiederkehr des siebten Imams bürgten.

### Die Wiederkehr des Mahdi und erste Krise
| Die verborgenen Imame | Die verborgenen Imame | Die verborgenen Imame   |
| --------------------- | --------------------- | ----------------------- |
| 8.                    | ʿAbdallāh al-Akbar    |                         |
| 9.                    | Ahmad ibn ʿAbdallāh   |                         |
| 10.                   | Hussein ibn Ahmad     | gest. 881/882           |
| 11.                   | Said ibn Hussein      | alias Abdallah al-Mahdi |

Im Jahr 899 nahm eine Kette von Ereignissen ihren Anfang, die im Hervortreten des ismailitischen Imamats, der Errichtung eines Kalifats, aber auch in einem ersten bedeutenden Schisma der Schia mündete. In jenem Jahr offenbarte sich der vierte in Salamya residierende Großmeister der Mission Abdallah der Jüngere (eigentlich Said, ein Urenkel des älteren Abdallah) gegenüber dem Da’i der irakischen Glaubensgemeinde Hamdān Qarmat als der von der Schia erwartete rechtgeleitete Vorsteher (al-imām al-mahdī). Er und seine Vorgänger hätten ihre wahre Identität als Imame aus Gründen der Vorsicht verheimlichen müssen, um der Verfolgung durch die Usurpatoren der Abbasiden zu entgehen. Für Qarmat aber stand diese Offenbarung in einer eklatanten Unvereinbarkeit zu der von der Mission propagierten Lehre von der leibhaftigen Wiederkehr des siebten Imams Muhammad ibn Ismail, als dem letzten zu erwartenden Propheten. Die Offenbarung des von seiner Warte aus falschen Mahdi zurückweisend, sagte sich Qarmat von der Missionsführung in Salamiyya los und mit ihm die gesamte irakische und bahrainische Glaubensgemeinde. Die so formierte Schia der „Qarmaten“ betrachtete sich als Bewahrer der Lehre der ismailitischen Altgläubigen und damit als deren einzig legitimen Erben. Die Formierung der Qarmaten war mit ihrer gewaltsamen Erhebung gegen die staatliche Obrigkeit zu Bagdad verbunden. Mit dem Sturz der sunnitischen Abbasiden gedachten sie ihre Glaubensverfassung als die Alleingültige in der islamischen Welt durchzusetzen, bevor dies dem vermeintlich falschen Mahdi gelänge.
Die kommenden Jahrzehnte versetzten die Qarmaten den Irak und die arabische Halbinsel in den Zustand eines Dauerkrieges, der primär gegen Bagdad, doch letztlich auch gegen ihre ehemaligen ismailitischen Glaubensbrüder geführt wurde. Denn nahezu alle anderen Glaubensgemeinden, besonders in Syrien, im Jemen, in Ägypten, in Nordafrika und im Maghreb bekundeten ihre Loyalität weiterhin zu Abdallah dem Jüngeren, dessen Offenbarung als tatsächlicher Mahdi sie als vereinbar mit der bisher propagierten Lehre betrachteten. Die Vorstellung von einer weiteren dynastischen Vererbung des Charismas nahm in ihrer Glaubensverfassung eine zunehmend konkretere Form an. Nicht mehr die leibhaftige Wiederkehr des siebten Imams – welcher also tatsächlich verstorben war – als dem Mahdi wurde erwartet, sondern ein von ihm abstammender Alide, auf dem per Designation das Charisma zugefallen ist. Die Verborgenheit, in welcher der siebte Imam einst getreten ist, wurde von nun an nicht mehr als eine physische Entrücktheit von der materiellen Welt, sondern als Rückzug aus der Öffentlichkeit, als Emigration in den Untergrund aufgefasst, um der Verfolgung durch Feinde zu entgehen. Abdallah der Jüngere und seine ihm nachfolgenden Imam-Kalifen sollten dazu mehrere, teils voneinander abweichende genealogische Darstellungen präsentieren, die ihre Abstammung von Ali über den siebten Imam untermauern sollten. Eine offizielle Proklamierung eines Stammbaumes haben sie allerdings stets unterlassen, womit sie ihren Kritikern und Glaubensgegnern eine Angriffsfläche auf ihre Glaubwürdigkeit und den Wahrheitsgehalt ihrer Lehre boten. Von ihren Gegnern wurde und wird ihre Abstammungslinie von Ali als eine betrügerische Fiktion deklariert, doch in der Glaubenslehre der Ismailiten gilt sie seither als ein unumstößliches religiöses wie historiographisches Dogma. Der achte Imam und Begründer der ismailitischen Mission ʿAbdallāh al-Akbar gilt darin als leiblicher Sohn und designierte Nachfolger des siebten Imams. Der Aufstand der Qarmaten im Irak hatte indes auch in Syrien zu Unruhen geführt. Die dortigen Glaubensgemeinden sahen im Jahr 903 gleichfalls die Zeit zur Erhebung gegen die Abbasiden gekommen und griffen zu den Waffen. Das Inkognito des Mahdi als einfacher Kaufmann konnte unter diesen Umständen in Salamiyya nicht mehr aufrechterhalten werden, weshalb er die Flucht in das palästinensische ar-Ramla aufnahm. Seinen Anhängern war indes die Einnahme von Salamiyya, Homs und anderen Städten entlang des Orontes gelungen, in denen sie einen ersten kurzlebigen Staat im Namen des Mahdi errichteten. Ihrer Aufforderung, endlich aus der Verborgenheit hervorzutreten, ist dieser allerdings nicht nachgekommen. Noch bevor das Jahr zu Ende war, wurden sie von den Abbasiden militärisch besiegt und ihre Anführer grausam bestraft. Unter Folter hatten sie in Bagdad noch die Identität des Mahdi preisgegeben, nachdem nun im ganzen islamischen Reich steckbrieflich gesucht wurde. Im Kontext dieses Aufstandes haben sich die syrischen Anhänger des Mahdi, vornehmlich Beduinenstämme, selbst als „Fatimiden“ (al-Fāṭimīyūn) bezeichnet.
Während die syrische „Insel“ unter der Reaktion der Abbasiden zusammenbrach, blieben die Glaubensgemeinden im Jemen und in Nordafrika von den Ereignissen weitgehend unbehelligt. Von ar-Ramla aus musste der Mahdi seine Flucht wieder aufnehmen, sehr zur Überraschung seines kleinen Anhangs nicht in den Jemen, sondern in den fernen Maghreb, dessen berberische Bevölkerung zu jener Zeit noch als barbarisch verwildert und nur oberflächlich islamisiert galt.

### Die Begründung des Kalifats und erneute Krise
| Die Imam-Kalifen der Fatimiden bis zum Schisma | Die Imam-Kalifen der Fatimiden bis zum Schisma | Die Imam-Kalifen der Fatimiden bis zum Schisma |
| ---------------------------------------------- | ---------------------------------------------- | ---------------------------------------------- |
| 11.                                            | al-Mahdi                                       | gest. 934                                      |
| 12.                                            | al-Qa’im                                       | gest. 946                                      |
| 13.                                            | al-Mansur                                      | gest. 953                                      |
| 14.                                            | al-Muʿizz                                      | gest. 975                                      |
| 15.                                            | al-ʿAzīz                                       | gest. 996                                      |
| 16.                                            | al-Hākim                                       | gest. 1021                                     |
| 17.                                            | az-Zāhir                                       | gest. 1036                                     |
| 18.                                            | al-Mustansir                                   | gest. 1094                                     |

Parallel zum Aufstand der syrischen Ismailiten haben sich auch im fernen Westen ihre Glaubensgenossen unter der Führung des tatkräftigen Da’i Abu Abdallah Hussein „der Schiit“ (asch-Schīʿī) erhoben. Dieser hatte in den Jahrzehnten zuvor die für ihre kriegerische Gesinnung berüchtigten Berberstämme der Kutāma für die Lehre missioniert, welche die Berge des heutigen Algerien bewohnten. Mit den Kutama als militärisches Rückgrat wagte nun auch asch-Schi’i die Erhebung gegen die Provinzstatthalter von „Afrika“ (Ifrīqiyā) aus der Dynastie der Aghlabiden. Nach harten und wechselvollen Kämpfen konnte im März 909 die Residenzstadt Raqqada eingenommen und der letzte Aghlabide vertrieben werden. Umgehend wurde die Errichtung des Mahdi-Staates in Angriff genommen, dem zweiten nach dem missglückten Versuch in Syrien vier Jahre zuvor.
Der Mahdi selbst war zeitgleich zu diesen Ereignissen als Kaufmann getarnt durch das Kriegsgebiet gezogen, bis er das am Rande der Sahara gelegene Sidschilmasa im heutigen Marokko erreichte, um dort den Ausgang der Kämpfe abzuwarten. Erst nachdem Afrika erobert und das neue ismailitische Regime errichtet war, konnte er sich am 26. August 909 seinen von Sidschilmasa aufziehenden Gläubigen zu erkennen geben. Im Triumphzug wurde er nach Raqqada geleitet, wo schließlich am 5. Januar 910 seine öffentliche Proklamation als neuer Befehlshaber aller Gläubigen (amīr al-muʾminīn) in Stellvertretung (ḫilāfa) des Propheten durch die Einsetzung seines Herrschernamens „der von Gott Rechtgeleitete“ (al-Mahdī billāh) in die Freitagspredigt (ḫuṭba) erfolgte. Damit wurde das erste in Opposition zu den sunnitischen Abbasiden zu Bagdad stehende Kalifat begründet, das zudem auch das einzige der Geschichte bleiben solle, das aus dem Schiitentum hervorgegangen ist. Als „Sohn der Fatima“ und als „fatimidischer Imam“ wurde al-Mahdi noch im selben Jahr in einem Lobgedicht in Reminiszenz auf die von ihm beanspruchte Abstammung von der Prophetentochter Fatima gepriesen, weshalb die Geschichtsschreibung diese neue Kalifendynastie mit dem Namen „Fatimiden“ zu benennen pflegte. Sich selbst aber bezeichnete die Kalifenfamilie bevorzugt als „Dynastie der Wahrheit“ (daulat al-ḥaqq).
Das Hervortreten des Mahdi aus der Verborgenheit war für diesen mit existenziellen Risiken behaftet, die in den Erwartungshaltungen seiner Gläubigen begründet lagen. Und tatsächlich drohte das erste Jahr der von ihm begründeten Dynastie auch deren letztes zu werden. Denn in seinem Aussehen und weltlichen Auftreten entsprach der Mahdi weder den von Askese und Frömmigkeit bestimmten Vorstellungen des Da’is Hussein „dem Schiit“, noch entsprach von Anfang an seine an den Tag gelegte Amtsführung die von einem Kalifen erwartet wurde. Weder nahm er an den rituellen Handlungen wie das Fastenbrechen oder dem Opferfest teil und zur Abhaltung des Festgebets schickte er seinen Sohn als Stellvertreter vor. Vor allem aber ist mit seinem Erscheinen nicht die Aufhebung des Gesetzes eingetreten, was ein zentraler Bestandteil der ismailitischen Lehre war. Schnell wuchs in den Da’i die Erkenntnis, dass der Mahdi tatsächlich ein Betrüger sein könnte, ähnlich wie ein Jahrzehnt zuvor bei Hamdān Qarmat. Im Geheimen scharrte der Da’i andere enttäuschte Gläubige und alte Diener der vertriebenen Aghlabiden um sich, um einen Staatsstreich gegen den Mahdi zu führen. Bevor die Verschwörer losschlagen konnten, wurden sie an den Mahdi denunziert. Dem „Schiit“ kostete sein Wanken im Glauben am 28. Februar 911 das Leben; die ismailitische Geschichtsschreibung behielt den eigentlichen, von umtriebigen Verrätern irregeleiteten, Gründervater ihres Kalifats dennoch in ehrender Erinnerung.
In den folgenden Jahrzehnten hatte sich die neue Dynastie in Nordafrika noch gegen weitere Aufrührer und „Gegen-Mahdis“ zu behaupten. Einen schweren Rückschlag erfuhr die Schia im Jemen, als ihr dortiger Missionar Ibn Hauschab „der Sieger des Jemen“ im Jahr 914 gestorben war, worauf die jemenitische „Insel“ zusammenbrach und die meisten ihrer Anhänger zur Sunna zurückkehrten. In Afrika konnte sich das fatimidische Regime spätestens mit der blutigen Niederwerfung des Aufstandes „des Mannes auf dem Esel“, Abu Yazid, im Jahr 947 endgültig stabilisieren und expandieren. Schon zu al-Mahdis Lebzeiten wurden Sizilien unterworfen und erste Vorstöße bis nach Ägypten unternommen, wo noch immer eine einflussreiche „Insel“ der Mission im Untergrund wirkte. Zur Profilierung als echte Gläubige der Offenbarung konnte der Dschihad nach Unteritalien gegen die christlichen Byzantiner geführt werden, Hauptstoßrichtung aber blieb Bagdad, wo noch immer die Usurpatoren der Abbasiden regierten. Denn das Kalifat beinhaltete die ungeteilte Befehls- und Herrschergewalt über alle Gläubige der Offenbarung, die eine Koexistenz mit einem zweiten Kalifat verbot.
Die Glaubenslehre der Ismailiten erfuhr in jener Zeit eine dahingehende Änderung, indem das Ausbleiben der versprochenen Aufhebung des Gesetzes durch die Einwirkung Gottes erklärt wurde, die zu verkünden nicht mehr der Person des Mahdi, sondern einem seiner zukünftigen Nachfolger vorbehalten sein sollte, die durch die Eingebung Gottes alle rechtgeleitete Imame seien. Einstweilen aber hätten alle Muslime, auch die gläubigen Anhänger der Schia, noch immer die Scharia zu befolgen; das Fatimidenreich blieb also zeit seiner Existenz ein „islamischer Staat“.

### Der Höhepunkt der Macht

Das Herrschaftsgebiet des Fatimiden-Kalifats in den Phasen seiner Ausdehnung

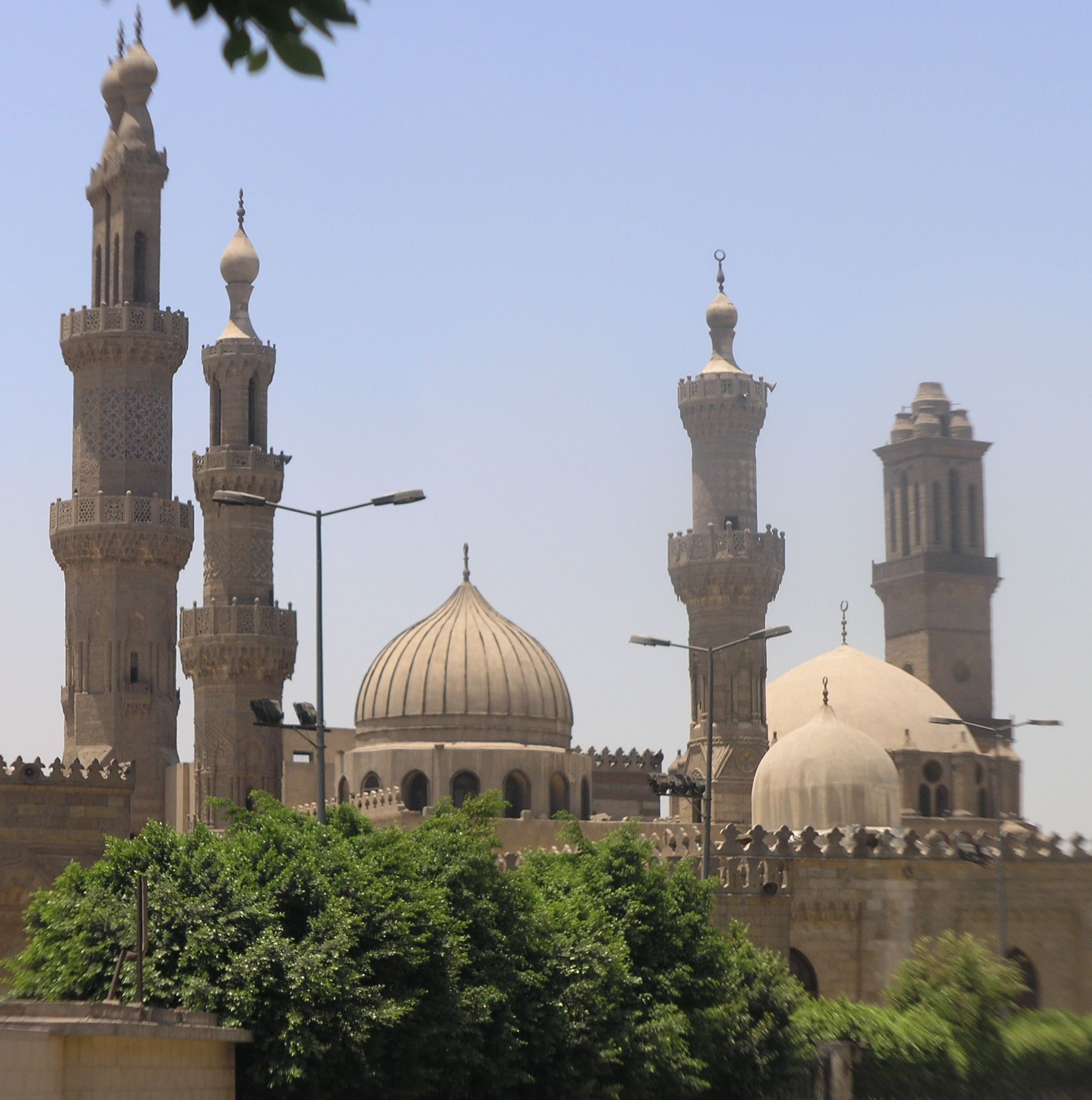
Die al-Azhar-Moschee („die Strahlende“) in Kairo, eingeweiht 972 von Kalif al-Muʿizz

Am Morgen des 6. Juli 969 marschierte der fatimidische Feldherr Dschauhar as-Siqillī mit seinem Expeditionsheer bestehend aus den altbewährten Kutama-Berbern kampflos in die Provinzhauptstadt Ägyptens „die Stadt der Zelte“ (al-Fusṭāṭ Miṣr) ein und nahm sie im Namen seines Kalifen al-Muʿizz in Besitz. In der ersten, am 9. Juli folgenden Freitagspredigt (ḫuṭba) wurde der Name des Fatimiden anstelle des Abbasiden al-Mutīʿ in die Gebetsformel eingesetzt, womit der Herrschaftswechsel offiziell vollzogen wurde. In den Jahren zuvor war die öffentliche Ordnung in dieser Provinz des Abbasidenkalifats in blutigen Machtkämpfen ihrer Statthalter untereinander zusammengebrochen. Hilfe vom Kalifen aus Bagdad konnte die Bevölkerung zu jener Zeit nicht erwarten, da deren Macht selbst in Machtkämpfen und durch eine neu einsetzende Expansion des christlichen Byzanz zu erodieren begann. Die in Ägypten umtriebige ismailitische Mission nutzte die anarchischen Verhältnisse, um für ihren Imam-Kalifen als neue ordnende Hand zu werben, der allein dazu im imstande sei, das Nilland zu befrieden und zu neuem Wohlstand zu führen. Der Umzug des Hofes von „Afrika“ (heute Tunesien) nach Ägypten erfolgte erst vier Jahre darauf. Am 10. Juni 973 zog Kalif al-Muʿizz mit seinem Hofstaat und Ministern nicht etwa in die alte Hauptstadt, sondern in die nördlich von ihr gegründete „die Siegreiche des Muʿizz“ (al-Qāhira al-Muʿīzzya) ein, deren Fundamente bereits von Dschauhar gelegt wurden.
Al-Qāhira, alias „Kairo“, wurde die bedeutendste bauliche Hinterlassenschaft der Fatimiden. Ursprünglich nur als Palaststadt für den Kalifen und seinen Staat gegründet, wuchs sie im 11. Jahrhundert mit al-Fusṭāṭ (alias „Alt-Kairo“) zu einer Stadt zusammen. Bis heute ist sie die Hauptstadt Ägyptens geblieben, die diesen Status auch nach dem Ende der Fatimiden 1171 behaupten konnte. Im Anspruch der Fatimiden sollte Kairo allerdings nur eine Etappe bis zum Endziel bleiben, nämlich der Vertreibung der sunnitischen Usurpatoren in Bagdad. Und tatsächlich schien sich dieses Endziel unter den folgenden Fatimiden-Kalifen zu verwirklichen. Bis in das frühe 11. Jahrhundert konnte ihr Herrschaftsgebiet über Palästina, Syrien, dem Jemen und sogar über den Hedschas mit den heiligen Stätten Mekka und Medina erweitert werden; von 969 bis 1071 sollte in Mekka der Name des Fatimiden-Kalifen in der Freitagspredigt verlesen werden. Als Hauptgegner waren den fatimidischen Heeren in Syrien und dem Hedschas nicht die der Abbasiden aufgetreten, sondern die der ihrer Schia abtrünnig gewordenen Qarmaten. Der tatsächliche Machtbereich der Abbasiden war in jener Zeit auf den Irak zusammengeschrumpft. Ein finaler Schlag gegen Bagdad erschien unter diesen Umständen nur noch als eine Frage der Zeit.
Begleitet vom weltlichen Machtgewinn hatte auch die ismailitische Mission einen neuen Aufschwung in der gesamten muslimischen Umma erfahren, auch jenseits des eigentlichen Herrschaftsgebiets der Fatimiden-Kalifen. Neue „Inseln“ konnten wieder in Syrien und im Jemen (unter der Statthalterdynastie der Sulaihiden) gegründet werden. Großen Zulauf erhielt die Mission in Persien und auch im fernen Indien konnten sich neue Gemeinden etablieren. Sogar einige qarmatische Gemeinden konnten wieder mit der ismailitischen Mission vereint werden, wenn auch sie die Fatimiden nur als weltliche Stellvertreter des noch immer erwarteten siebten Imams betrachteten. Seit Anbeginn ihrer Existenz hatte die streng hierarchische Struktur der Mission in den Imamen ihr spirituelles, wie organisatorisches Zentrum besessen, bei denen letztlich alle Kommunikationsfäden zwischen den einzelnen „Inseln“ zusammen liefen. Die alltäglichen der Mission betreffenden Geschäfte haben die Imame aber schon seit der Zeit ihrer Verborgenheit in Salamiyya dem Amt des „Rufers der Rufer“ (dāʿī d-duʿāt) anvertraut, dem die regionalen Missionare unterstellt waren, die die „Inseln“ leiteten, und der für sie als „Pforte“ (bāb) zum Imam fungierte. In das Amt des „Ober-Da’i“ wurden üblicherweise nur die gelehrtesten Autoritäten der Schia berufen, die zudem das Vertrauen des Imam besaßen. Diese Personen hielten sich stets in der engsten Umgebung des Imam auf, so zum Beispiel auch während dessen abenteuerlichen Flucht von Salamiyya nach Sidschilmasa. Nach dem Umzug des Imam-Kalifen nach Kairo wurde auch das Amt dort fest installiert.
Der neue Aufschwung der Mission im späten 10. und im 11. Jahrhundert sollte allerdings nicht darüber hinwegtäuschen, dass das Ismailitentum in allen Regionen der islamischen Welt nur von einer Minderheit als Lehre akzeptiert wurde. Auch in den Kernländern des Fatimidenreichs, in Ägypten, „Afrika“, Syrien und im Jemen, war der überwiegende Teil der Bevölkerung trotz aller Missionierungsarbeit letztlich der Sunna treu geblieben, so dass sich das Alltagsleben dort in eine Art Parallelgesellschaft einrichtete. Während die staatliche und klerikale Hierarchie ismailitisch durchdrungen war, lebte die Bevölkerungsmehrheit abseits von ihr weiter nach den Geboten und Verboten der sunnitischen Rechtsschulen. Neben der sunnitischen Bevölkerungsmehrheit waren den Imam-Kalifen auch andere religiöse Gruppierungen untertan, vor allem der altorientalischen und koptischen Kirchen in Palästina und Ägypten. Das Los der Christen unter den Fatimiden unterschied sich nicht sonderlich von dem das sie unter den Abbasiden zu erdulden hatten; sie mussten auch weiterhin eine Kopfsteuer entrichten, blieben zunächst aber weitgehend unbehelligt. Dieser Zustand der Koexistenz erfuhr unter Kalif al-Hakim eine folgenschwere Zäsur, als dieser eine Diskriminierungspolitik gegenüber Christen und Juden initiierte, als demonstratives Bekenntnis zu seiner unbedingten Hingabe (islām) gegenüber der koranischen Offenbarung. Die damit angestoßene Verfolgungswelle gegen diese religiösen Minderheiten mündete u. a. 1009 in der Zerstörung der Grabeskirche von Jerusalem. Nach al-Hakim normalisierten sich die Verhältnisse vor Ort wieder, doch besonders den Christen des europäischen Abendlandes sollte die Freveltat noch lange im Gedächtnis bleiben; noch 1095 wurde sie bei der Synode von Clermont als einer der Gründe zum Kreuzzugsaufruf angeführt.

### Abspaltung der Drusen
Ungeachtet ihres Ausbleibens und trotz des Bestehens der Imam-Kalifen auf ihre Einhaltung, ist die Aufhebung der Scharia seit dem Hervortreten des Mahdi die große Versuchung für die Schwärmer unter den Gläubigen geblieben, deren Ungeduld zu bändigen die Imame immer wieder vor Herausforderungen gestellt haben. Die ismailitische Lehre kennzeichnete von Anfang an ein latenter Antinomismus, da sie ja in allen offenbarten Gesetzesreligionen – Judentum, Christentum und Islam – nur äußerliche Hüllen der „wahren Religion“ erkennt, die selbst aber befreit ist von allen kultischen Pflichten, Riten, Geboten und Verboten; die als Urform der Religion nur die reine Anbetung Gottes kennt. Diese Lehre hat das Ismailitentum schon immer anfällig für Häresien gemacht. Es waren besonders neuplatonische Vorstellungen die auf Gelehrte und Propagandisten der Schia eine hohe Faszination ausübten, mit denen sie im heutigen Ostiran und Zentralasien schon früh in Berührung gekommen waren und die sie von dort bis nach Nordafrika in die unmittelbare Umgebung der Imam-Kalifen weitervermittelten.
So war es dann auch ein persischer Da’i, Hamza „der Filzmacher“ (al-Labbād), der zu Beginn des 11. Jahrhunderts in Kairo die Endzeit unter dem „Erscheinenden“ (al-Qāʾim), dem eschatologischen Herrscher angebrochen sah, mit der die Abrogation der koranischen Offenbarung und ihrer ismailitischen Deutung zugunsten eines bloßen Bekenntnisses zu Gottes Einzigkeit (tauḥīd) einhergehe, die gottesdienstlichen Handlungen überflüssig macht. Und Gott habe sich in keiner anderen Person als dem regierenden Kalif al-Hakim im materiellen Sein inkarniert. Als besonders eifriger Propagandist dieser neuen Lehre tat sich der aus Buchara stammende Türke Anuschtekin „der Schneider“ (pers.: ad-Darzī) hervor, nach dem ihre Anhängerschaft „die Schneider/Drusen“ (Durūz) genannt wurden.
Hatte etwa ein Jahrhundert zuvor al-Mahdi solch schwärmerisches Treiben in Afrika noch rigoros unterbunden, wurde die drusische Lehre von al-Hakim in Kairo nun stillschweigend geduldet. Sein spurloses Verschwinden bei einem Ausritt in der Nacht des 13. Februar 1021 diente den Drusen als letzter Beweis seiner wahren Identität als Gott, demnach dieser die Materie verlassend von der physischen Inkarnation in den körperlosen Zustand zurückgekehrt sei. Die drusische Mission fand darauf eine rasche Verbreitung in allen Regionen der islamischen Welt und drohte in Konkurrenz zur offiziellen ismailitischen Lehre zu treten, als „daʿwa in der daʿwa“. Im Machtbereich der Fatimiden wurde sie deshalb von al-Hakims Nachfolger az-Zahir verfolgt, 1034 wurde sie offiziell eingestellt und ihre Anhänger zogen sich in die Berge des Libanon zurück, wo ihre Nachkommen bis heute in autonomen Siedlungen leben.

### Der Niedergang
Mit dem Tod des Imam-Kalifen az-Zahir im Jahr 1036 hatte das Fatimidenkalifat nach einem etwas mehr als hundertjährigen Siegeszug seinen Zenit überschritten. Die folgende fast sechzig Jahre dauernde Herrscherzeit des achtzehnten Imams al-Mustansir war gekennzeichnet vom staatlichen Zerfall, territorialen Rückzug und mündete am Ende in einer Spaltung der ismailitischen Schia, die bis heute fortdauert. Den Anfang machte der Abfall der Statthalter von „Afrika“, die Ziriden, die sich 1045 von den Fatimiden lossagten und sich unter die Oberhoheit der Abbasiden stellten. Dies begünstigte den Siegeszug der streng sunnitischen Bewegung der Almoraviden, die von Mauretanien ausgehend den gesamten Maghreb unterwarfen und 1045 auch Sidschilmasa eroberten, den Ort des Hervortreten des ismailitischen Imamats. In den folgenden Jahren drangen sie bis nach „Afrika“ vor, bevor sie ihren Expansionsdrang auf die iberische Halbinsel verlegten. Die Insel Sizilien war den Fatimiden und damit auch dem Islam 1072 für immer verloren gegangen, nachdem sie von den christlichen Normannen erobert wurde.

Das weiße Banner der Fatimiden wehte für etwas mehr als einem Jahr über Bagdad.

Der gefährlichste Feind der Fatimiden aber war ihnen aus dem fernen Zentralasien in Gestalt kriegerischer Turkvölker erwachsen, die vom Clan der Seldschuken angeführt wurden. Wenige Generationen zuvor noch selbst heidnisch gewesen, hatten sie den sunnitischen Islam angenommen und sich zu Beschützern der von den Fatimiden zuletzt schwer bedrängten Abbasiden von Bagdad aufgeschwungen. Dabei hatte die Verdrängung der persischen Buyiden aus der Schutzherrschaft über die Abbasiden durch den seldschukischen Clanführer Tughrul Beg und die darauf folgenden Wirren für die Dauer eines Jahres tatsächlich zum Sturz der Abbasiden und zur Etablierung des Fatimiden-Kalifats in Bagdad geführt, ohne dass diese dazu etwas aktiv beigetragen hätten. Der den Abbasiden abtrünnig gewordene Söldnergeneral al-Basasiri hatte sich formell dem Fatimiden-Kalifat unterstellt und während einer Abwesenheit des Tughrul Beg am 27. Dezember 1058 in Bagdad einziehen können. Er beendete das Abbasiden-Kalifat durch die Absetzung des al-Qaim und ließ stattdessen in der ersten Freitagspredigt am 1. Januar 1059 den Namen des Fatimiden al-Mustansir verlesen. Dazu ließ er Münzen in dessen Namen schlagen und die Herrscherinsignien der Abbasiden nach Kairo senden. Der Triumph der Fatimiden hielt allerdings nur für die Dauer der Abwesenheit des Seldschuken an. Als dieser im Dezember 1059 mit seinem Heer aus dem Iran in den Irak zurückgekehrt war, musste sich der unterlegene al-Basasiri fluchtartig aus Bagdad zurückziehen, in das Tughrul Beg seinerseits am 3. Januar 1060 wieder einziehen und das Abbasiden-Kalifat restaurieren konnte.
Die direkte Konfrontation der Fatimiden mit den Seldschuken begann 1071, als diese unter Sultan Malik Schah I. mit ganzer Heeresmacht den Euphrat überschreitend in Syrien einfielen; 1076 eroberten sie Damaskus. Ihren Feldzug gegen die Fatimiden und deren, aus ihrer Sicht, ketzerischen Lehre des Ismailitentums deklarierten sie dabei als Glaubenskampf zugunsten des orthodox-sunnitischen Islam. Der Kampf gegen die „Türken“ um die Kontrolle über Syrien verlangte den fatimidischen Feldherren die folgenden Jahrzehnte die ganze Aufmerksamkeit ab. So kam es das am 15. April 1071 in Mekka erstmals wieder der Name des Abbasiden-Kalifen verlesen wurde und die Heilige Stätte deshalb den Fatimiden zum ersten Mal verloren ging. Aber auch in Ägypten selber wirkte der Einfluss von Türken destruktiv, die seit geraumer Zeit in hoher Zahl als Militärsklaven (mamlūk) angeworben wurden, gegenüber der staatlichen Autorität aber kaum Loyalität aufbrachten. In andauernden Machtkämpfen zwischen türkischen und sudanesischen Truppenverbänden versank Ägypten in diesen Jahren in fortwährender Anarchie. Imam-Kalif al-Mustansir besaß nicht die Autorität um die Konfliktparteien zu versöhnen, so dass er als letzten Ausweg die Hilfe des Badr al-Dschamali anrief, der von armenischer Abstammung war und zu den letzten loyalen Feldherren auf dem syrischen Kriegsschauplatz zählte. 1073 landete Badr mit seinen Truppen in Damiette und zog am 27. Januar 1074 in Kairo ein. In den folgenden Jahren konnte er mit strengster Härte die Anarchie in Ägypten beenden und den Staat nach innen befrieden. Im Juli 1075 konnte er in Mekka gar wieder die Verlesung des Namens des Fatimiden-Kalifen durchsetzen.
Badr al-Dschamali war damit zum eigentlichen Machthaber des Fatimiden-Kalifats avanciert, der die unumschränkte Staatsgewalt in seiner Person vereinte. Neben der Funktion eines Regierungschefs (wazīr) hatte er sich auch die des militärischen Oberbefehlshabers, Obersten Richters und 1078 schließlich gar die des „Rufers der Rufer“ angeeignet, also des Organisators der ismailitischen Mission, obwohl er nicht aus den Reihen ihrer Geistlichkeit stammte. Eine solche Vereinigung an Kompetenzen gab es bei den Fatimiden zuvor nicht, die bis dahin immer auf eine strikte Gewaltenteilung achteten, nun aber hatte das „Wesirat der Ausführung“ (wizārat at-tanfīḍ) den Wandel zu einem „Wesirat der Bevollmächtigung“ (wizārat at-tafwīḍ) erlebt. Aufgrund der von Badr erlangten Machtvollkommenheit neigt die Geschichtsschreibung dazu in ihm den ersten „Herrscher“ (sulṭān) Ägyptens und damit als Vorbildgeber der zukünftigen Herrscherdynastien der Ayyubiden und Mamluken zu erkennen. Die Person des Imam-Kalifen war ihm gegenüber zu einem bloßen Alibi zur Herrscherlegitimation zurückgetreten; ein Zustand, gegen den die letzten Fatimiden anzukämpfen suchten, doch letztendlich scheitern sollten.

### Das Schisma
Der erste Versuch, die Machtverhältnisse in Kairo zugunsten der Kalifenfamilie zu ändern, mündete in der Spaltung der ismailitischen Schia im Jahr 1094. In den ersten Monaten jenes Jahres konnte al-Afdal Schahanschah seinem Vater problemlos in das Amt des Wesirs nachfolgen und schon am Ende jenes Jahres ist Imam-Kalif al-Mustansir verstorben. Der neue Wesir nutzte die Gunst der Stunde zur Mehrung seiner persönlichen Macht, indem er einen der jüngeren Söhne des verstorbenen Oberhauptes als al-Mustali, der eine Marionette in seinen Händen bleiben sollte, zum neuen Imam-Kalifen inthronisieren ließ und dessen ältere Brüder vor vollendete Tatsachen stellte. Angeblich hätte al-Mustansir einst seine Designation für al-Musta’li erteilt, doch der älteste der Brüder Prinz Nizar, ein Intimfeind der Wesirsfamilie, behauptete eine solche Verfügung seines Vaters schon zuvor erteilt bekommen zu haben. Zum ersten Mal überhaupt wurde damit eine Thronfolge innerhalb der Fatimidendynastie angefochten. Nizar verschanzte sich in Alexandria und ließ sich dort von Gefolgsleuten zum Kalif proklamieren, doch war er schon im Jahr darauf militärisch geschlagen und anschließend in einem Kerker beseitigt wurden.
Die verhältnismäßig schnelle Klärung des Thronfolgekampfes hatte allerdings nicht den Bruch zu schließen vermocht, der sich durch diesen Nachfolgestreit innerhalb der ismailitischen Schia auftat. Ähnlich wie nach dem Tod des Imams Dschafar as-Sadiq 330 Jahre zuvor gruppierten sich nun die Anhänger der Schia hinter die Ansprüche des jeweils auftretenden Prätendenten auf das Imamat und der von ihnen weitergehenden Imamlinien. Die Verwerfungslinie dieses Bruchs verlief nahezu entlang des unmittelbaren Herrschaftsbereichs der Imam-Kalifen, also Ägypten, Syrien, Palästina und den Jemen, und der jenseits davon lebenden Schia, also vor allem in Persien. Während die Schia innerhalb des Fatimidenreichs nahezu geschlossen die Nachfolge al-Mustalis als Imam und Kalif vorbehaltlos anerkannte, stellte sich die Schia in Persien, sowie in Teilen Syriens hinter den Nachfolgeanspruch des Prinzen Nizar. Die zwei so entstandenen Gruppierungen der Mustali-Ismailiten und Nizari-Ismailiten beanspruchten die Fortführung des Ismailitentums für sich und behielten folglich eine gemeinsame Glaubenslehre, nur folgten sie nun je einer eigenen Imamlinie, die vom jeweiligen Standpunkt aus gesehen die jeweils rechtmäßige war, aus welcher der zu erwartende Imam hervorgehen sollte, mit dessen Erscheinen die Endzeit und die Rückkehr des Glaubens in seine paradiesische Urform einhergehen werde.
Das Schisma der Ismailiten ist bis heute dauerhaft geblieben und in beiden Splittergruppen sollten im weiteren geschichtlichen Verlauf weitere Aufteilungen stattfinden. Dieser Zerfall der Einheit wurde mit ursächlich für das Ende des Fatimidenkalifats.
Die Nachkommen des 18. Imams:
|           |           |           |           |                 |                 |                 |                 |                 |                 |            |            | Kalif al-Mustansir 18. Imam 1036–1094 |                             |                             |                             |                             |                             |  |  |                          |                          |                          |                          |                          |                          |  |  |  |  |  |  |  |  |  |  |  |  |  |  |  |  |  |  |
|           |           |           |           |                 |                 |                 |                 |                 |                 |            |            |                                       |                             |                             |                             |                             |                             |  |  |                          |                          |                          |                          |                          |                          |  |  |  |  |  |  |  |  |  |  |  |  |  |  |  |  |  |  |
|           |           |           |           |                 |                 |                 |                 |                 |                 |            |            |                                       |                             |                             |                             |                             |                             |  |  |                          |                          |                          |                          |                          |                          |  |  |  |  |  |  |  |  |  |  |  |  |  |  |  |  |  |  |
|           |           |           |           | Nizar 1094–1095 | Nizar 1094–1095 | Nizar 1094–1095 | Nizar 1094–1095 | Nizar 1094–1095 | Nizar 1094–1095 |            |            | Kalif al-Mustali 1094–1101            | Kalif al-Mustali 1094–1101  | Kalif al-Mustali 1094–1101  | Kalif al-Mustali 1094–1101  | Kalif al-Mustali 1094–1101  | Kalif al-Mustali 1094–1101  |  |  | Muhammad                 | Muhammad                 | Muhammad                 | Muhammad                 | Muhammad                 | Muhammad                 |  |  |  |  |  |  |  |  |  |  |  |  |  |  |  |  |  |  |
|           |           |           |           | Nizar 1094–1095 | Nizar 1094–1095 | Nizar 1094–1095 | Nizar 1094–1095 | Nizar 1094–1095 | Nizar 1094–1095 |            |            | Kalif al-Mustali 1094–1101            | Kalif al-Mustali 1094–1101  | Kalif al-Mustali 1094–1101  | Kalif al-Mustali 1094–1101  | Kalif al-Mustali 1094–1101  | Kalif al-Mustali 1094–1101  |  |  | Muhammad                 | Muhammad                 | Muhammad                 | Muhammad                 | Muhammad                 | Muhammad                 |  |  |  |  |  |  |  |  |  |  |  |  |  |  |  |  |  |  |
|           |           |           |           |                 |                 |                 |                 |                 |                 |            |            | Kalif al-Amir 1101–1130 (X)           | Kalif al-Amir 1101–1130 (X) | Kalif al-Amir 1101–1130 (X) | Kalif al-Amir 1101–1130 (X) | Kalif al-Amir 1101–1130 (X) | Kalif al-Amir 1101–1130 (X) |  |  | Kalif al-Hafiz 1130–1149 | Kalif al-Hafiz 1130–1149 | Kalif al-Hafiz 1130–1149 | Kalif al-Hafiz 1130–1149 | Kalif al-Hafiz 1130–1149 | Kalif al-Hafiz 1130–1149 |  |  |  |  |  |  |  |  |  |  |  |  |  |  |  |  |  |  |
|           |           |           |           |                 |                 |                 |                 |                 |                 |            |            | Kalif al-Amir 1101–1130 (X)           | Kalif al-Amir 1101–1130 (X) | Kalif al-Amir 1101–1130 (X) | Kalif al-Amir 1101–1130 (X) | Kalif al-Amir 1101–1130 (X) | Kalif al-Amir 1101–1130 (X) |  |  | Kalif al-Hafiz 1130–1149 | Kalif al-Hafiz 1130–1149 | Kalif al-Hafiz 1130–1149 | Kalif al-Hafiz 1130–1149 | Kalif al-Hafiz 1130–1149 | Kalif al-Hafiz 1130–1149 |  |  |  |  |  |  |  |  |  |  |  |  |  |  |  |  |  |  |
|           |           |           |           | Nizariten       | Nizariten       | Nizariten       | Nizariten       | Nizariten       | Nizariten       |            |            | Tayyibiten                            | Tayyibiten                  | Tayyibiten                  | Tayyibiten                  | Tayyibiten                  | Tayyibiten                  |  |  | Hafiziten                | Hafiziten                | Hafiziten                | Hafiziten                | Hafiziten                | Hafiziten                |  |  |  |  |  |  |  |  |  |  |  |  |  |  |  |  |  |  |
|           |           |           |           | Nizariten       | Nizariten       | Nizariten       | Nizariten       | Nizariten       | Nizariten       |            |            | Tayyibiten                            | Tayyibiten                  | Tayyibiten                  | Tayyibiten                  | Tayyibiten                  | Tayyibiten                  |  |  | Hafiziten                | Hafiziten                | Hafiziten                | Hafiziten                | Hafiziten                | Hafiziten                |  |  |  |  |  |  |  |  |  |  |  |  |  |  |  |  |  |  |
|           |           |           |           |                 |                 |                 |                 |                 |                 |            |            |                                       |                             |                             |                             |                             |                             |  |  |                          |                          |                          |                          |                          |                          |  |  |  |  |  |  |  |  |  |  |  |  |  |  |  |  |  |  |
| Aga Khane | Aga Khane | Aga Khane | Aga Khane | Aga Khane       | Aga Khane       |                 |                 | Mu’miniten      | Mu’miniten      | Mu’miniten | Mu’miniten | Mu’miniten                            | Mu’miniten                  |                             |                             |                             |                             |  |  |                          |                          |                          |                          |                          |                          |  |  |  |  |  |  |  |  |  |  |  |  |  |  |  |  |  |  |

### Mustaliten

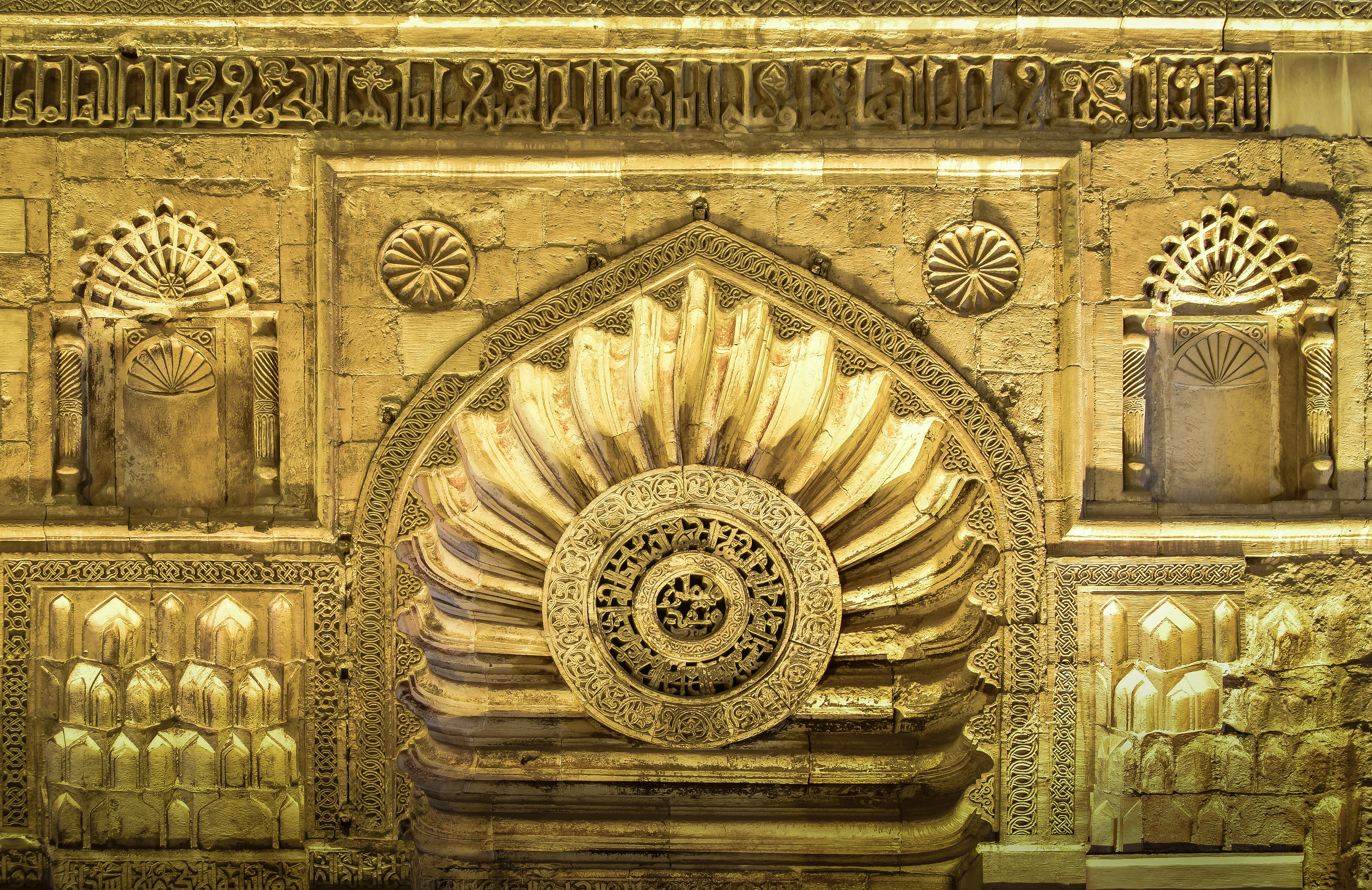
Die Weihinschrift über dem Eingang der al-Aqmar-Moschee („das Mondlicht“) zu Kairo, die 1125 von Kalif al-Amir eingeweiht wurde.

Die Imame der Musta’li-Ismailiten stellten die ersten zwei Kalifen der Fatimiden nach der Spaltung. Während al-Mustali (gest. 1101) nur eine Marionette des Wesirs blieb, bemühte sich al-Amir (gest. 1130) um die Wiedergewinnung der alten Machtvollkommenheit des Kalifats. Er wurde jedoch während eines Ausritts von einem Attentatskommando der mit ihm verfeindetes Nizari-Ismailiten ermordet. Sein Tod schwächte nicht nur das Kalifat von neuem, es führte zu einer erneuten Spaltung seiner Schia.

#### Tayyibiten
Imam-Kalif al-Amir hatte nur einen Sohn (at-Tayyib) im Säuglingsalter hinterlassen der noch im Jahr seiner Ermordung spurlos verschwand. Die überzeugten Anhänger seines Imamats erkannten in dem Knaben ihren rechtmäßigen Imam, der in die Verborgenheit entrückt sei und auf dessen Wiederkehr seither gewartet wird. Die Tayyibi-Ismailiten, oder Tayyibiden, haben die Thronusurpation des al-Hafiz und damit dessen Imamat nicht anerkannt, was vor allem die Gemeinden des Jemen und in Indien betraf. Noch heute besteht in diesen Ländern die Schia der Tayyibiten, deren Gemeinden von je einer Missionarsfamilie (Dawudi Bohras) spirituell geführt werden.

#### Hafiziten
Den Hafizi-Ismailiten, oder Hafiziten, blieb die historische Rolle überlassen, die letzten Fatimidenkalifen zu stellen. Die Glaubwürdigkeit ihres Imamats allerdings war von Anfang an zweifelhaft, den al-Hafiz war der erste Kalif der nicht unmittelbar als Sohn eines Kalifen nachgefolgt war. Die von ihm präsentierte Designation durch den ermordeten al-Amir stand schon im Auge der Zeitgenossen auf schwachen Füssen. Die Imam-Kalifen der Hafiziden hatten nur von der in Ägypten selbst lebenden Anhängerschaft Anerkennung erfahren, entsprechend dem immer weiter geschrumpften Herrschaftsgebiet des Fatimiden-Kalifats. Und unter ihrer Ägide versank Ägypten in eine weitere Epoche der Anarchie. Um ihre nominelle Herrschaft zu wahren, mussten sich die letzten Kalifen sogar unter die Schutzherrschaft der christlichen Franken des Königreichs Jerusalem stellen.
Bevor Ägypten dem Islam endgültig verloren zu gehen drohte, rückte von Syrien aus kommend der Feldherr Asad ad-Din Schirkuh am 20. Januar 1169 in Kairo ein und stellte die allgemeine Ordnung wieder her. Der letzte Fatimide al-Adid musste den sunnitischen Feldherrn zum Wesir ernennen und nach dessen Tod am 23. März 1169 dessen Neffen Salah ad-Din (Saladin) Yusuf in dieses Amt einsetzen. Am 10. September 1171 ließ dieser zum Freitagsgebet den Namen des sunnitischen Abbasidenkalifs von Bagdad verlesen, als al-Adid noch nicht einmal verstorben, sondern noch auf dem Sterbebett lag. Erst am 13. September 1171, dem Tag von Aschura, ist der letzte Fatimidenkalif verstorben. Nach etwa 202 Jahren der Vorherrschaft einer schiitischen Lehre in Ägypten wurde das Land wieder der Sunna zugeführt, ohne das dagegen ein nennenswerter Widerstand aus der Bevölkerung aufgekommen wäre. Das Ismailitentum war letztendlich in Ägypten und auch in anderen Regionen der islamischen Welt nur eine Minderheit geblieben, mit einem entsprechend geringen Rückhalt unter der Masse der Bevölkerung. 1173 unternahmen noch einmal übrig gebliebene Funktionäre des Fatimidenstaates einen Versuch zum Staatsstreich um die vergangene Ordnung wiederzubeleben, doch Saladin konnte den Putsch noch in seiner Planungsphase aufdecken und niederschlagen.
In Ägypten lebten die letzten Prinzen der „Dynastie der Wahrheit“ noch für etwas mehr als hundert Jahre in Gefängnissen oder fürstlichem Hausarrest. Letzte Nachrichten zu ihnen stammen aus der Zeit des Mamlukensultans Baibars I. (1260–1277). Die Schia der Hafizi-Ismailiten bestand hier nur noch in kleinen Gemeinden in Oberägypten für einige Zeit mit einem verborgenen Imamat fort, nachdem ihr letzter bekannter Imam Suleiman 1248 gestorben war. Aber schon im Spätmittelalter verlor sich ihre Spur. Heute gilt diese Schia als nicht mehr existent. Alle heute noch lebenden Ismailiten des Mustali-Zweigs sind deshalb Tayyibiten.

### Nizariten

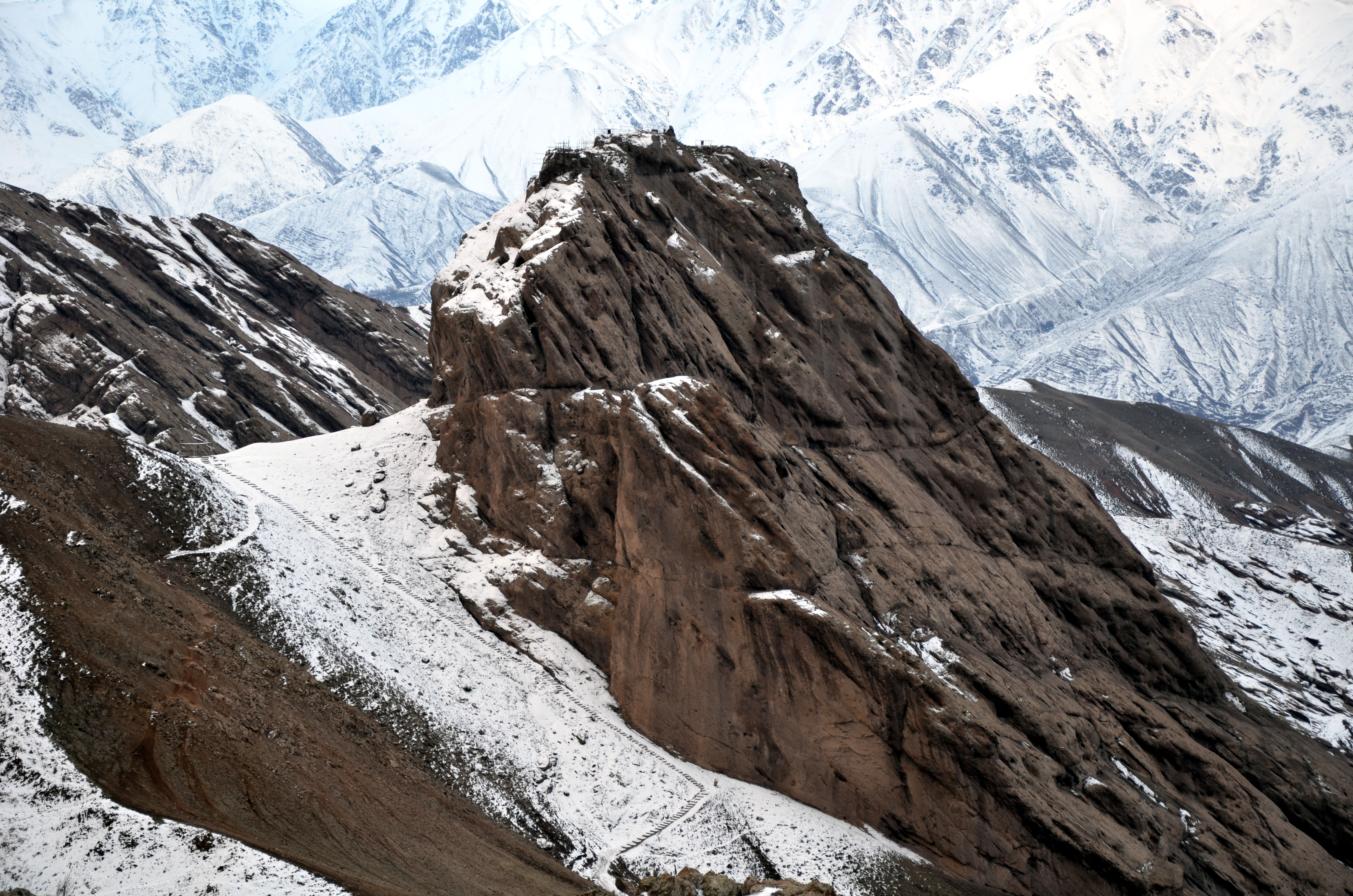
Die Bergfestung Alamut im Norden Irans war der Hauptsitz der Nizari-Ismailiten („Assassinen“) bis zur mongolischen Eroberung 1256.

Im Schicksalsjahr 1094 verweigerten die persischen und ein großer Teil der syrischen Ismailiten die Anerkennung der Thronfolge in Kairo durch al-Musta’li und erkannten in der rechtmäßigen Nachfolge im Imamat einzig Prinz Nizar an. Geistiger Vater dieser Haltung war der Da’i Hassan-i Sabah, welcher die unbestrittene Führungsautorität der persischen Mission war und diese von der Bergfestung Alamut aus lenkte. Die von ihm so begründete Schia der Nizariten sollte sich als die Erfolgreichste aller Splittergruppen des Ismailitentums erweisen und stellt noch heute das Gros aller Anhänger der Lehre. Ein Grund ihres Erfolges ist ihr festhalten an einem physisch präsenten Imamat, das für das Ismailitentum seit seiner Gründung essenziell war, gleichwohl die Glaubwürdigkeit ihrer von Nizar ausgehenden Imamlinie in der modernen Geschichtsforschung umstritten ist.
Die ismailitische Glaubenslehre erfuhr bei den Nizariten eine entscheidende Entwicklung, als ihr Imam Hassan II. bei seinem Hervortreten aus der Verborgenheit am 8. August 1164 zu Alamut die „Auferstehung“ (qijāmah) des „Erscheinenden“ (al-Qāʾim) und damit den Anbruch der Endzeit und die Aufhebung des Gesetzes (rafʿ aš-šarīʿa) verkündete, womit der Glaube zu Gott in seinen paradiesischen Urzustand zurückfand. Damit wurde bei den Nizariten also jenes erwartete Heilsversprechen eingelöst, das beim Erscheinen des Mahdi im Jahr 969 noch ausgeblieben war. Der Zustand der Gesetzlosigkeit erfuhr darauf bei den Nizariten insofern eine theologische Weiterentwicklung, als dass dieser dem zyklischen Wechsel der „Verhüllung“ (satr) und „Enthüllung“ (kašf) unterliegt. Demnach unterliegt der Gläubige nur in Zeiten der Verhüllung den Geboten und Verboten (šarīʿa) des äußerlichen (ẓāhir) Wortlauts der göttlichen Offenbarung, während diese in Zeiten der Enthüllung und damit des Hervortretens der „wahren Religion“ aus dem inneren (bāṭin) Sinn der göttlichen Offenbarung aufgehoben sind.
Weniger ihrer Theologie als vielmehr ihrer Messerattentate gegen Glaubensfeinde wegen sind die Nizariten des Mittelalters besonders in der Geschichtsschreibung der Christen bekannt geworden, zuerst bei jenen der Kreuzfahrerstaaten und danach auch in Europa. Hier sind sie unter der Fremdbezeichnung „Assassinen“ – eine Korruption des arabischen Schimpfworts „Haschischleute“ (al-Ḥašīšiyyūn) – im historiographischen Gedächtnis eingegangen, das noch bis in das 21. Jahrhundert eine „schwarze Legende“ erzählt.

#### Mu’miniten
Im Jahr 1310 erlebten die Nizari-Ismailiten ebenfalls eine Spaltung in zwei Imamlinien. Die Muhammad-Schahi-Nizariten, oder vereinfacht „Mu’miniten“ genannt, stellten zuerst noch die Mehrheit aller Nizariten. Ihre Imame lebten zuerst in Persien und ab 1520 in Indien. 1796 verlor die Gemeinde den Kontakt zu ihrem letzten Imam, worauf dieser als in die Verborgenheit entrückt deklariert wurde. Trotzdem wechselte die Mehrheit der Anhänger im Verlauf des 19. Jahrhunderts in die Gefolgschaft der Imame der Qasim-Schahi-Nizariten, womit eine weitgehende Wiedervereinigung der Nizariten stattfand. Die Mu’miniten existieren heute nur noch in kleinen Gemeinden in Syrien um die alten Burgen von Masyaf und Qadmus.

#### Aga Khane
Die 1310 entstandene Schia der Qasim-Schahi-Nizariten stellt heute mit geschätzt 20 Millionen Anhängern nicht nur das Gros aller Nizari-Ismailiten, sondern aller Ismailiten überhaupt. Ihre Imame lebten bis in das 19. Jahrhundert in Persien, wo sie den erblichen Adelstitel Aga Khan verliehen bekamen. Aber schon Aga Khan I. war 1841 zur Flucht nach Indien genötigt. Die Imamlinie besteht bis heute fort; derzeitiges Oberhaupt seit dem Jahr 2025 ist Aga Khan V.